# Igor Gjorgiev
Igor Gjorgiev (mazedonisch Игор Ѓоргиев, * 2. Juni 2000 in Strumica) ist ein nordmazedonischer Handballspieler.

## Karriere

### Im Verein
Igor Gjorgiev spielt seit 2021 in Nordmazedonien für den RK Alkaloid, mit dem er 2024 den Pokal gewann.

### In Auswahlmannschaften
Sein erstes Turnier mit der nordmazedonischen Nationalmannschaft war die Europameisterschaft 2022, wo sie den 22. Platz belegten. 2022 stand er zudem im Kader für das Handballturnier bei den Mittelmeerspielen, wo sie den 4. Platz belegten. Bei der Weltmeisterschaft 2023 erzielte er 13 Tore in 7 Spielen. Er stand im Kader für die Europameisterschaft 2024 und belegte mit Nordmazedonien den 17. Platz. Bei der Weltmeisterschaft 2025 warf er sechs Tore in sechs Spielen und belegte mit dem Team den 15. Platz.